# سليمان بن عبد الرحمن التميمي
سليمان بن عبد الرحمن بن عيسى بن ميمون التميمي (153 هـ - 233 هـ) أبو أيوب الدمشقي، الإمام الحافظ محدث دمشق، أحد رواة الحديث النبوي.

## روايته للحديث
روى عن: إسماعيل بن عياش، وبشر بن عون، وبقية بن الوليد، وحاتم بن إسماعيل المدني، والحسن بن يحيى الخشني، والحكم بن يعلى بن عطاء المحاربي، وخالد بن يزيد بن أبي مالك، وسعدان بن يحيى اللخمي، وسعيد بن الفضل بن ثابت القرشي، وسفيان بن عيينة، وسليمان بن عتبة الغساني، وسويد بن عبد العزيز، وشعيب بن إسحاق الدمشقي، والصلت بن عبد الرحمن الزبيدي، وصندل بن زياد، وضمرة بن ربيعة الرملي، وعبد الله بن عبد الرحمن بن يزيد بن جابر، وعبد الله بن كثير القارئ الدمشقي، وعبد الله بن وهب، وعبد الخالق بن زيد بن واقد، وعبد ربه بن صالح القرشي، وعبد ربه بن ميمون النحاس الأشعري، وعبد الرحمن بن بشير الشيباني، وعبد الرحمن بن أبي الرجال، وعبد الرحمن بن سوار الهلال، وعبد الرحمن بن مغراء الدوسي، وعبد الملك بن محمد الصنعاني، وعبد الملك بن مهران، وأبي صخر عبد الوارث بن صخر الحمصي، وعتبة بن حماد الحكمي، وعثمان بن حصن بن عبيدة بن علاق، وعثمان بن فائد، وعمر بن عبد الواحد النصري، وعمرو بن بشر بن السرح، وعمران بن معروف، وعيسى بن يونس، ومحمد بن الحجاج القرشي، ومحمد بن حمير الحمصي، ومحمد بن سعيد ين الفضل بن ثابت القرشي، ومحمد بن شعب بن شابور، ومحمد بن عبد الله بن نمران، ومحمد بن عبد الرحمن القشيري، ومحمد بن مسروق الكندي، ومروان بن معاوية الفزاري، ومسعود بن عمرو البكري، ومسلمة بن علي الخشني، ومطر بن العلاء بن أبي الشعثاء الفزاري، ومعاوية بن صالح الأشعري، ومعروف الخياط، وناشب بن عمرو الشيباني، وهاشم بن أبي هريرة الحمصي، والهقل بن زياد، والوليد بن مسلم، ويحيى بن حمزة الحضرمي، وأبي خالد يزيد بن يحيى القرشي.
روى عنه: البخاري، وأبو داود، وإبراهيم بن عبد الله بن الجنيد الختلي، وإبراهيم بن يعقوب الجوزجاني، وأحمد بن بشر بن حبيب، وأحمد بن جمهور، وأحمد بن الحسن الترمذي، وأبو جعفر أحمد بن محمد بن عمار، وأحمد بن المعلى بن يزيد القاضي، وإسحاق بن إبراهيم بن سنين الختلي، وإسماعيل بن محمد بن إسحاق العذري، وأبو علي إسماعيل بن محمد بن قيراط، وبدر بن الهيثم الدمشقي، وجعفر بن محمد بن الحسن الفريابي، والحسن بن جرير الصوري، والحسن بن علي بن خلف، وخالد بن روح بن أبي حجير الثقفي، وسعد بن محمد البيروتي، وسليمان بن أيوب، وعبد الله بن أبي القاضي، وعبد الحميد بن محمود بن خالد السلمي، أبو زرعة عبد الرحمن بن عمرو الدمشقي، وعبد الرحيم بن عمر المازني، وأبو زرعة عبيد الله بن عبد الكريم الرازي، وعثمان بن خرزاذ الأنطاكي، وعمرو بن حاز بن عمرو القرشي، وأبو سعيد عمرو بن أبي زرعة الدمشقي، وعمرو بن منصور النسائي، وأبو عبيد القاسم بن سلام، وأبو بكر محمد بن أحمد بن مطر الفزاري، وأبو حاتم محمد بن إدريس الرازي، ومحمد بن عبد الرحمن السراج الرقي، ومحمد بن عوف بن سفبان الحمصي، ومحمد بن مسلم بن وارة الرازي، ومحمد بن هارون بن محمد بن بكار، ومحمد بن الوليد الدمشقي، ومحمد بن يحيى الذهلي، ومحمود بن إبراهيم بن محمد بن عيسى، ومحمود بن حماد السلمي، ووردان بن صالح بن كثير، والوليد بن حماد الرملي، ويزيد بن محمد الدمشقي، ويعقوب بن إسحاق بن دينار.

## أقوال العلماء فيه
- قال يحيى بن معين: ليس به بأس.
- وقال أيضا: ثقة إذا روى عن المعروفين.
- وقال النسائي: صدوق.
- وقال الحاكم أبو عبد الله: قلت للدارقطني: سليمان بن عبد الرحمن؟ قال: ثقة. قلت عنده مناكير؟ قال: حدث بها عن قوم ضغفى، فأما هو فثقة.